# Henning Prins
Henning Prins (ved dåben Henning Gry Hansen) (født i 5. august 1939 i København, død 10. juli 2018) var en dansk forfatter og kendt figur på venstrefløjen. Efter morens skilsmisse og nye ægteskab blev han adopteret af grosserer Ejgil Vilhelm Prins.

## Politisk aktivisme
Henning Prins var en central skikkelse i 60’ernes og 70’ernes antiautoritære ungdomsoprør. Han var med i en lang række bevægelser og foreninger på venstrefløjen. I 1961 var han medstifter af Gruppe 61, som foretog de første udenomsparlamentariske aktioner mod NATO, Vietnamkrigen og forbrugerismen. I 1970 var han sammen med Leif Varmark skaber af Det ny samfunds sommerlejr i Thy. Samme år oprettede han, også med Leif Varmark, forlaget Sorte Fane, der udsendte de vigtige bøger, Derfor svigter LO og På vej mod ekstra-parlamentarisme. I 1972 skrev han sammen med Ebbe Kløvedal Reich Langelandsmanifestet, en utopi for Danmark med centrum i kollektivbevægelsen.
Prins meldte sig ind i Venstresocialisterne i 1967, hvor han 1968-70 var medlem af hovedbestyrelsen som repræsentant for den anarkistiske Farum partiforening, (sammen med den senere forfatter Inge Eriksen og Peter Bording), og en periode sad han i redaktionen af partibladet VS-bulletin. Sammen med Leif Varmark oprettede Prins bladet HÆTSJJ med et lån fra Leif Panduros Holdningsløse Tidende, hvor det optrådte som et nys. Bladet blev dog hurtigt overtaget af Ole Grünbaum og Bjørn Nørgård. Prins sad også i redaktionen af det venstreorienterede blad SKUB.
Henning Prins var en karismatisk skikkelse. Ifølge sin anarkistiske grundholdning gik han ind for deltagerdemokrati og selvforvaltning, men hans polemiske debatform, hvor han sjældent lod sine modstandere i tvivl om, hvad han mente om dem, skabte konflikt. I tilbageblik er der dog ingen tvivl om hans format og betydning for den danske venstrefløj.

## Forfatterskab
Som skønlitterær prosaist debuterede han i 1989 med skæmteromanen En skuffe fuld af penge. Hans prosa kredser om konflikten mellem samfundet og den enkelte, således i den korte, slagkraftige roman om en mand, der udsættes for en grundløs incest-anklage (Blodets bånd 1995), eller i den store novelle om en mand, der tilbringer sit liv i kørestol, isoleret, men med en sprække i væggen ind til naboen, en sprække, der også bliver til en sprække i hans sind (Blues for en rullestol 1998).
I romanen Vejen til Nürnberg (2005) behandler han mange af de problemer, som blev tydeliggjort af nazismen, men som stadig findes i brede essayistiske afsnit i den ellers knappe, handlingsorienterede historie.
I den historiske romantrilogi Heksen (2008), Ramsherred (2009) samt Stiftelsen (2010) skildrer Henning Prins en usædvanlig drengs opvækst i slutningen af 1700-tallet og begyndelsen af 1800-tallet med et stærkt blik for de ubønhørlige sociale love, hvorefter mennesker er nødt til at agere.
Af fagbøger har han skrevet Kogebog for kollektiver (1977), Grovkost for fattigfolk (1987) og den historiske og kunsthistoriske undersøgelse, På sporet af julemanden (2001).
Prins drev to hjemmesider: Forum Danorum (et netforlag) og KRITISK PORTAL (et kunst- og kulturpolitisk webmagasin).

## Privatliv
Gift første gang med Ebba Beck 1962-67, som han traf under en sultestrejke i julen 1961 og fik to børn med, og siden med tegneren Anne-Marie Steen Petersen, karikaturtegner for bl.a. Politiken og forfatter til flere bøger om bl.a. Grundtvigskirken i København.